# Palaeoanapis nana
Palaeoanapis
Genre
Espèce
Palaeoanapis nana, unique représentant du genre Palaeoanapis, est une espèce fossile d'araignées aranéomorphes de la famille des Anapidae.

## Distribution
Cette espèce a été découverte dans de l'ambre de la République dominicaine. Elle date du Néogène.

## Publication originale
- (de) Jörg Wunderlich, Die fossilen Spinnen im dominikanischen Bernstein. Beiträge zur Araneologie, vol. 2, p. 1–378, 1988.